# Mehdi Al-Kharef
Mehdi Al-Kharef (ar. المهدي الخريف) – libijski piłkarz grający na pozycji obrońcy. W swojej karierze grał w reprezentacji Libii.

## Kariera klubowa
W swojej karierze piłkarskiej Al-Kharef grał w klubie Al-Dhahra SC.

## Kariera reprezentacyjna
W 1982 roku Al-Kharef został powołany do reprezentacji Libii na Puchar Narodów Afryki 1982. Zagrał w nim w czterech meczach: grupowych z Ghaną (2:2), z Tunezją (2:0) i z Kamerunem (0:0) i półfinałowym z Zambią (2:1). Z Libią wywalczył wicemistrzostwo Afryki.